# Opius trachyscutum
Opius trachyscutum är en stekelart som beskrevs av Fischer 1966. Opius trachyscutum ingår i släktet Opius och familjen bracksteklar. Inga underarter finns listade i Catalogue of Life.